# Zgura
Zgura (troska, drozga, šljaka) dobiva se pri proizvodnji željeza u visokim pećima kao ostatak. Naglim hlađenjem tekuće zgure koja pliva na rastaljenom željezu ona se granulira u zrna klinkerskog oblika. Postoje dva oblika zgure; bazična i kisela.  Bazična zgura sadrži najmanje 50% bazičnih oksida CaO i Al2O3 a ostatak je najvećim dijelom SiO2. Kisela zgura sadrži znatno manje od 50% bazičnih oksida CaO i Al2O3 a prevladava SiO2. Kao vezivo upotrebljava se samo bazična zgura.
Zgura sama nema vezivna svojstva ali svojstva dobije nakon dodavanja katalizatora (vapno, gips). Glavni mineral bazične zgure je belit koji ima produkte hidratacije skoro identične kao i hidrati belita iz cementnog klinkera. Odnosno proces hidratacije zgure i proces hidratacije portland cementnog klinkera su istog osnovnog tipa.